# Pyrrosia lingua
Espèce
Répartition géographique
La pyrrosie lingulaire - Pyrrosia lingua - est une fougère de la famille des Polypodiacées, originaire d'Asie du sud-est. 
Nom chinois : 石韦 (shí wéi) 
Nom japonais : ヒトツバ (hitotsuba) 
Nom viétnamien :  thạch vi 

## Description[1]
Les pyrrosies lingulaires sont des fougères pérennes, au feuillage persistant, au rhizome long et traçant.
Les frondes sont simples, lancéolées et très légèrement dimorphiques. Les frondes mesurent de 5 à 25 centimètres de long pour de un à trois centimètres de large. Elles sont coriaces et couvertes de poils en étoile sur la partie inférieure alors que la partie supérieure est glabre. Cette partie inférieure est grise à rougeâtre. Les frondes fertiles sont plus épaisses que les stériles.
Les sores, circulaires à oblongues atteignant cinq mm de diamètre, sans indusie, sont disposés assez régulièrement de part et d'autre de la nervure centrale, souvent dans la partie supérieure de la fronde fertile.
Les sporanges sont jaunes à brunes à maturité.
L'activité photosynthétique des frondes stériles est plus élevée que celle des frondes fertiles avantageant les colonies dont la proportion en frondes stériles est importante.
Le décompte de chromosomes est vraisemblablement de : 2 n = 72 chromosomes, établi par Masahiro Takei en 1969 puis en 1983, et confirmé en 2011 par Ren-Xiang Wang, Wen Shao, Shu-Gang Lu, Shan-Yi Zhou et Shi-Chu Liang. Mais l'index Tropicos signale un décompte à 2 n = 74 chromosomes.

## Habitat et répartition
La pyrrosie lingulaire est une fougère épiphyte ou épipetrique. Son aire naturelle est l'Asie du sud-est : Chine centrale et du Sud principalement, mais aussi Bhoutan, Cambodge, Corée, Est de l'Inde, Japon, Laos, Myanmar, Népal, Thaïlande et Vietnam.
Son usage ornemental l'a répandu dans beaucoup de régions à climat tempéré.

## Utilisation
Cette fougère commence à être diffusée en plante ornementale, pour sa bonne rusticité et sa facilité d'implantation en conditions peu lumineuses. Elle compte de nombreuses des variétés horticoles :
- Pyrrosia lingua 'Cristata' aux frondes découpées
- Pyrrosia lingua 'Eboshi' aux frondes crispées

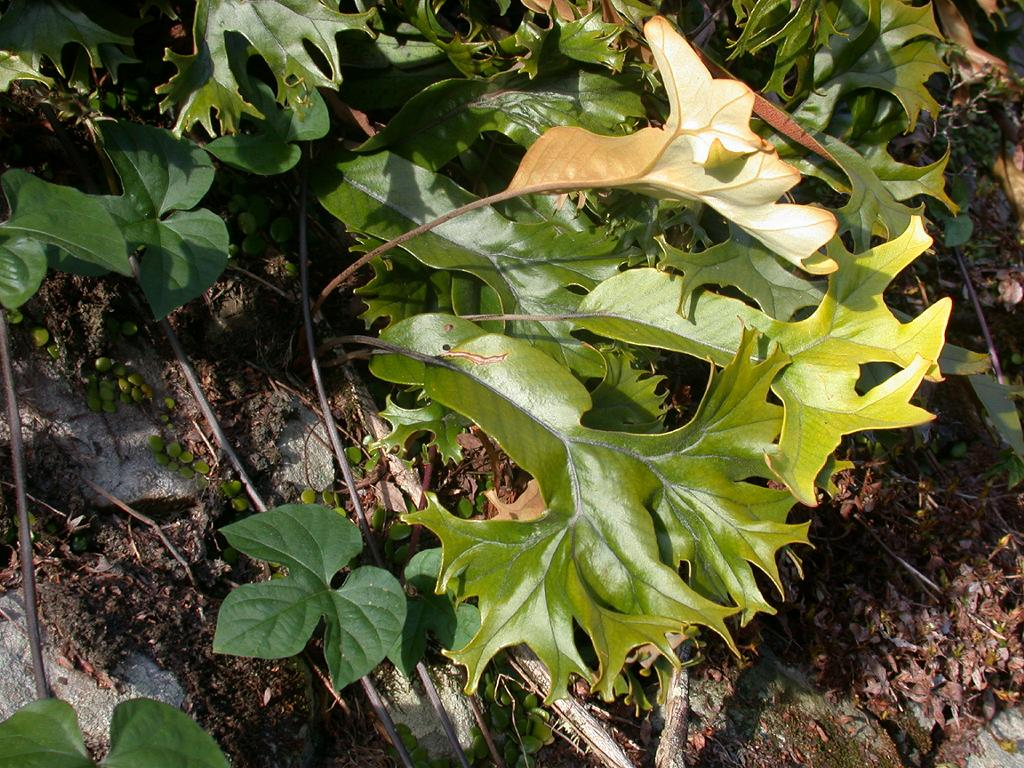
Pyrrosia lingua 'Cristata'

- Pyrrosia lingua 'Fatuba shishi' aux frondes très largement découpées ou divisées
- Pyrrosia lingua 'Kei Kan' aux frondes crénelées à découpées (appelée aussi 'Monstifera')
- Pyrrosia lingua 'Obake' aux frondes très découpées (un peu plus que 'Cristata')
- Pyrrosia lingua 'Obake nana' aux frondes aussi découpées que 'Obake' mais naines
- Pyrrosia lingua 'Ogon Nishiki' aux frondes veinées de jaune
- Pyrrosia lingua 'Nankin shishi' aux frondes à crêtes de coq
- Pyrrosia lingua 'Tashyiba koryu' aux frondes aux bords crénelés et ondulés
- Pyrrosia lingua 'Variegata' aux frondes veinées de jaune

La pharmacopée chinoise en utilise les feuilles séchées pour des affections des bronches et urinaires (site de médecine chinoise).

## Historique et position taxinomique
En 1712, Engelbert Kaempfer décrit une espèce de fougère croissant autour de Nagasaki du nom japonais de Seki Ii (et en nom commun Iwanokawo ou Ftotsba)
Carl Peter Thunberg, en 1784, nomme l'espèce décrite par Engelbert Kaempfer Acrostichum lingua Thunb. en raison de la forme de sa fronde.
Olof Peter Swartz la renomme, en 1806, Polypodium lingua (Thunb.) Sw..
En 1811, Nicaise Auguste Desvaux crée le genre Cyclophorus et y place six espèces mais cite Polypodium lingua (Thunb.) Sw. comme devant y faire partie.
En 1827, Kurt Sprengel la place dans le genre Niphobolus : Niphobolus lingua (Thunb.) Spreng.
Karel Bořivoj Presl la décrit en 1849 un nouveau genre Polycampium où il la renomme Polycampium lingua (Thunb.) C.Presl. Il relève un habitat plus étendu que le Japon : Canton et le sud de la Chine.
En 1863, William Jackson Hooker place toutes les espèces des genres Cyclophorus et Niphobolus dans le sous-genre Niphobolus (Kaulf.) Hook. du genre Polypodium.
En 1931, Oliver Atkins Farwell la place dans le genre Pyrrosia.
En 1935, Ren Chang Ching confirme ce classement dans sa révision entière du genre
En 1983, Kung Hsia Shing, avec Ren Chang Ching, publie une refonte complète du genre (en référence)en en clarifiant les subdivisions : ils font de Pyrrosia lingua (Sw.) Ching l'espèce type de la série Pyrrosia de la section Pyrrosia du sous-genre Pyrrosia.
En 1984 (publication entière en 1986), Peter Hans Hovenkam réalise une nouvelle synthèse du genre, la dernière à ce jour. Il y développe particulièrement la description de Pyrrosia lingua.
Elle compte de nombreux synonymes :
- Acrotischum lingua Thunb.[17],
- Cyclophorus bodinieri H.Lév.
- Cyclophorus lingua (Thunb.) Desv.
- Cyclophorus lingua var. angustifrons Hayata
- Cyclophorus lingua var. attenuata Rosenst.
- Cyclophorus martinii (Christ) C.Chr.
- Cyclophorus taiwanense (Christ) C.Chr.
- Niphobolus lingua (Thunb.) Spreng.
- Niphobolus martinii Christ
- Polycampium lingua (Thunb.) C.Presl
- Polypodium lingua (Thunb.) Sw.
- Polypodium taiwanense Christ
- Pyrrosia caudifrons Ching, Boufford & K.H.Shing
- Pyrrosia martinii (Christ) Ching

Elle compte aussi une variété elle-même synonyme d'une autre espèce :
- Pyrrosia lingua var. heteractis (Mett. ex Kuhn) Hovenkamp (1984) : voir Pyrrosia heteractis (Mett. ex Kuhn) Ching

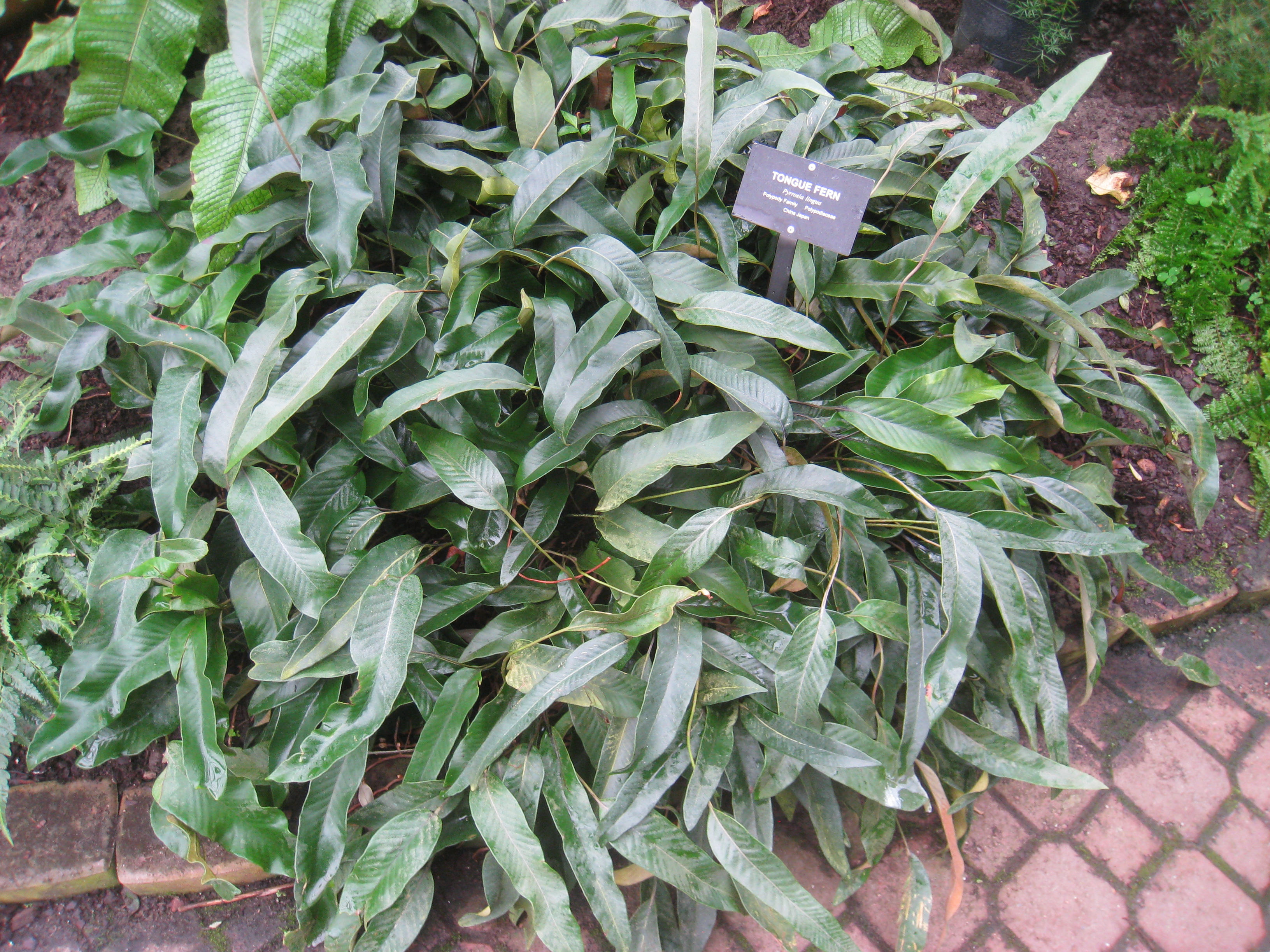
Exemplaire au jardin botanique de Buffalo et Erie
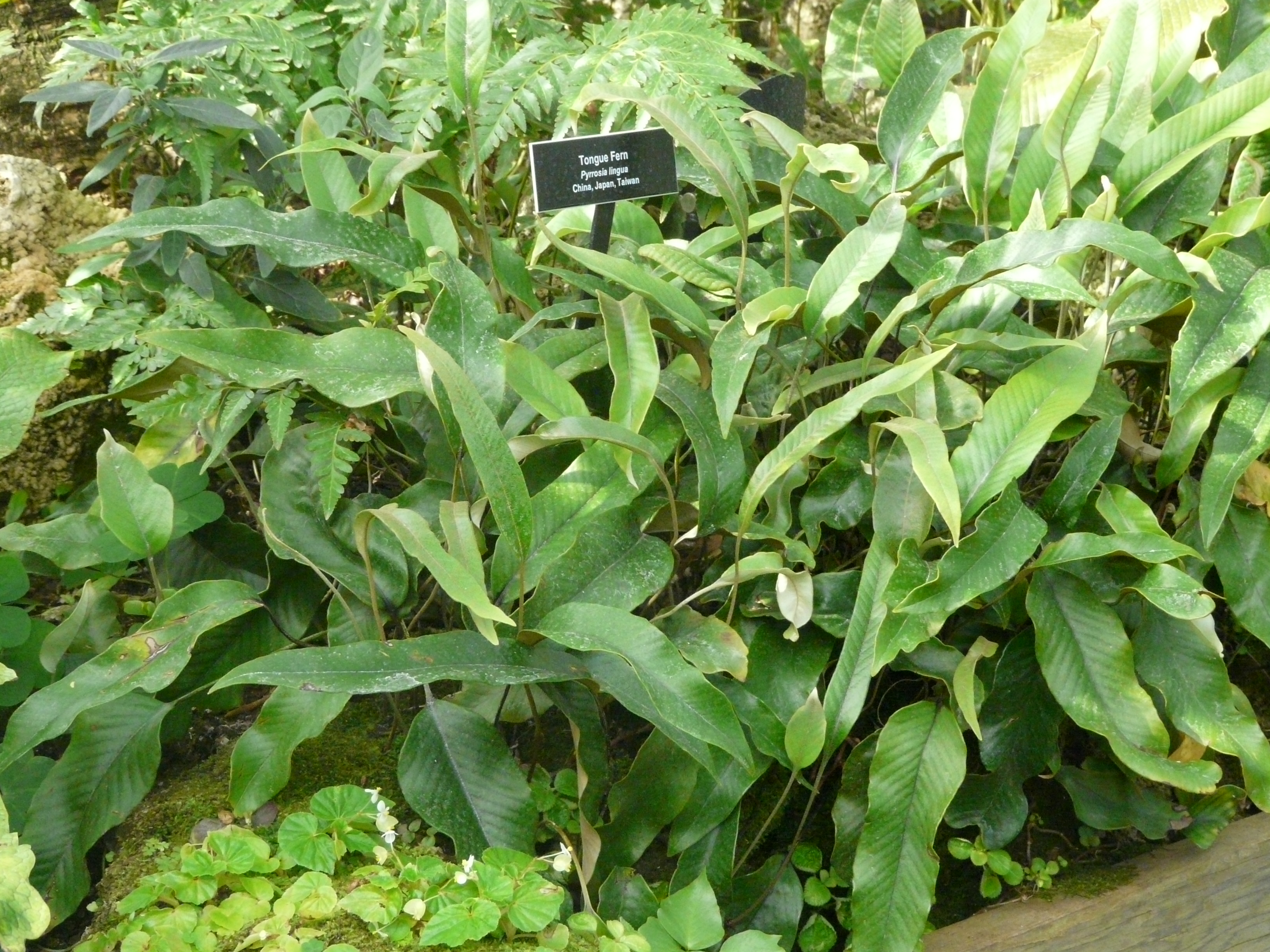
Exemplaire
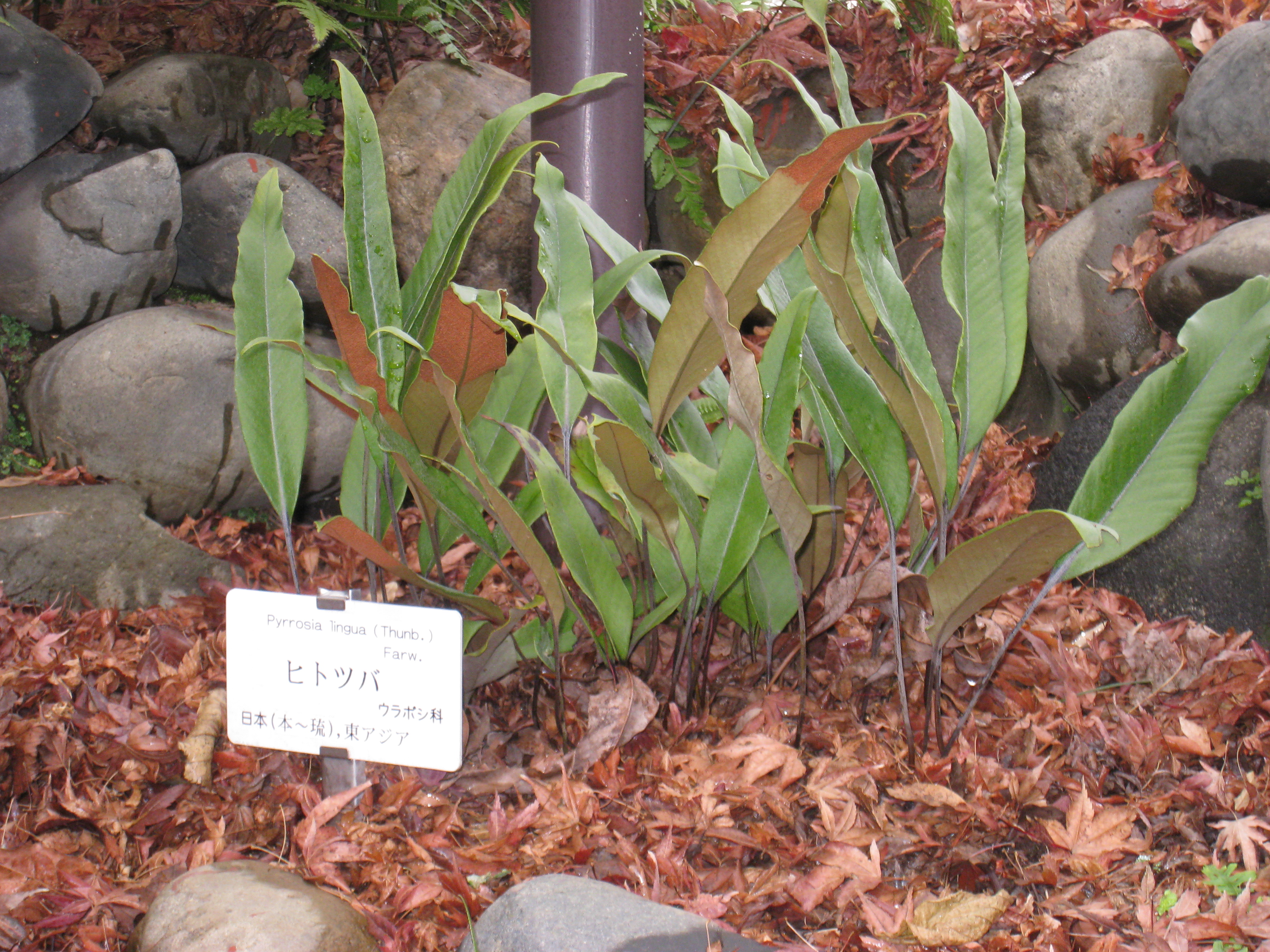
Exemplaire du jardin botanique de Kishikawa